# Auster Atom
El Auster J/3 Atom fue un monoplano turístico británico monomotor, biplaza y de ala alta, de la década de 1940, construido por Auster Aircraft Limited en Rearsby, Leicestershire, Inglaterra.

## Diseño y desarrollo
El Atom fue un intento de crear una versión de menor potencia del J/2 Arrow. Un Arrow modificado voló con un motor Continental A65-12 de 65 hp y fue designado J/3 Atom. Sólo se construyó el prototipo, matriculado G-AHSY (c/n 2250), ya que el avión no se desarrolló más. Otro ejemplar, el G-AJIJ (c/n 2401), no fue completado.
El único J/3 fue desmantelado en Rearsby en 1950 y reconstruido al estándar J/4 con una nueva matrícula G-AJYX y c/n 2941. Se estrelló cerca de Melton Mowbray el 22 de abril de 1951, después de un despegue sin piloto desde Rearsby. El motor Continental A65 había sido sustituido por un Blackburn Cirrus Minor II. Desde entonces, la CAA ha dado de baja este avión.

## Especificaciones (J/3)

### Características generales
- Tripulación: Uno (piloto)
- Capacidad: Hasta dos pasajeros
- Longitud: 7,7 m (25,3 ft)
- Envergadura: 11 m (36,1 ft)
- Altura: 2 m (6,5 ft)
- Superficie alar: 17,2 m² (185,1 ft²)
- Peso máximo al despegue: 726 kg (1600,1 lb)
- Planta motriz: 1× motor bóxer de 4 cilindros refrigerado por aire Continental A65.
  - Potencia: 48 kW (66 HP; 65 CV)
- Hélices: Bipala

## Aeronaves relacionadas

### Desarrollos relacionados
- Auster J/2 Arrow

### Secuencias de designación
- Secuencia Alfanumérica (interna de Auster): ← J/1B Aiglet - J/1U Workmaster - J/2 Arrow - J/3 Atom - J/4 - J/5 Adventurer - J/5 Autocar →